# 小行星5918
小行星5918是一颗围绕太阳公转的小行星。1991年7月6日，亨利·德波鸿诺在拉西拉天文台发现了此天体。
这颗小行星的绝对星等为269.5552975816297等。